# يحيى ناصر الظرافي
يحيي ناصر الظرافي (مواليد 1 يناير 1945 في صنعاء، اليمن) حارس مرمى (كرة قدم) لوحدة صنعاء سابقاً .

## بدايتها
نشأ في بيت علم وصلاح، فقد كان أبوه عالمًا وفقيهًا، فدرس عليه، والتحق بالمدرسة العلمية في مدينة صنعاء حتى تخرّج منها، ثم التحق بالكلية الحربية عام 1383هـ/ 1963م، وتخرج منها عام 1386هـ/ 1966م، ثم حصل على دورة قيادية في أكاديمية المدرعات في الاتحاد السوفيتي ، عمل أركان حرب للشرطة العسكرية، ثم نائبًا لرئيس العمليات الحربية، ثم قائدًا للواء الثامن مدرع.
كان معروفًا بحسن الأخلاق، متفانيًا في أداء واجبه، شارك في صفوف القوات الجمهورية في صد الهجوم الذي شنته القوات الملكية على مدينة صنعاء لمدة سبعين يوما عام 1387هـ/ 1967م، وقدم أدوارًا بطولية رائعة، وفي يوم مقتله خرج إلى منطقة حزيز لتنفيذ مهمة عسكرية، وكان قد أُعدّ له كمينٌ فراح ضحيته رحمه الله.
وهو أحد مؤسسي الحركة الرياضية في اليمن، وقد سُمّي أحد كبار ملاعب كرة القدم في مدينة صنعاء، بـ(ملعب الظرافي)